# Mengkokahoningzuiger
De Mengkokahoningzuiger (Myza sarasinorum) is een zangvogel uit de familie Meliphagidae (honingeters).

## Verspreiding en leefgebied
Deze soort is endemisch in de bergen van Sulawesi en telt drie ondersoorten:
- M. s. sarasinorum: noordelijk Sulawesi.
- M. s. chionogenys: het noordelijk-centraal en zuidelijk-centraal Sulawesi.
- M. s. pholidota: zuidoostelijk Sulawesi.

## Status
De grootte van de populatie is niet gekwantificeerd maar de soort wordt omschreven als algemeen. Op de Rode lijst van de IUCN heeft deze soort de status niet bedreigd.